# Richard Bourke
Pour les articles homonymes, voir Bourke (homonymie).
Richard Bourke (4 mai 1777 - 13 août 1855) est le huitième gouverneur de Nouvelle-Galles du Sud, en Australie entre 1831 et 1837.

## Biographie
Né à Dublin, en Irlande, Bourke fait ses études à Westminster avant de faire son droit à Christ Church, à Oxford. Il rejoint l'armée britannique comme enseigne de vaisseau dans les Grenadiers de la Garde le 22 novembre 1798, servant aux Pays-Bas sous les ordres du Frederick, duc d'York et Albany, avant d'être affecté en Amérique du Sud en 1807 où il participe au siège et l'assaut de Montevideo. Il est promu général de division en 1821.
En remerciement des services rendus à la couronne, Bourke est nommé vice-gouverneur du district Est du Cap de Bonne-Espérance avant d'être nommé gouverneur de Nouvelle-Galles du Sud en 1831 où il succède à Sir Ralph Darling.
Bourke se révèle un gouverneur capable même s'il est contesté. Atterré par les sanctions excessives infligées aux condamnés, Bourke adopte «La loi sur la magistrature», (The Magistrates Act), qui limite la punition que pouvait infliger un juge à cinquante coups de fouet (auparavant il n'y avait pas de limite). Les magistrats furieux et des employeurs demandent à la couronne d'annuler cette ingérence dans leurs droits légaux, craignant que la réduction de peine cesse de fournir un effet suffisamment dissuasif sur les condamnés.
En 1835, Bourke met en œuvre la doctrine de la terra nullius proclamant que les aborigènes ne pouvaient pas vendre ou céder de terres, ni un européen en acquérir sans passer par l'intermédiaire de l'État. Cette loi avait pour but de protéger les aborigènes contre des ventes forcées ou à des prix dérisoires.
Bourke, toutefois, continue à susciter la controverse au sein de la colonie par sa lutte contre les traitements inhumains infligés aux condamnés, notamment, en limitant le nombre de condamnés que chaque employeur est autorisé à avoir à soixante-dix, ainsi que l'octroi de droits aux condamnés libérés, comme leur permettre d'acquérir des biens immobiliers ou de siéger dans un jury. On a dit que l'arrêt de la déportation de prisonniers en Australie en 1840 pouvait lui être attribuée.
Enhardi par ces changements, Bourke, abolit le statut de religion de l'État de Nouvelle-Galles du Sud à l'Église anglicane, mettant chaque communauté religieuse sur un pied d'égalité devant la loi. Il accroit également les dépenses d'éducation et doit être considéré comme le premier gouverneur à avoir équilibré les recettes et les dépenses publiques.
En 1837, l'année de sa promotion au grade de lieutenant général, il nomme la ville de Melbourne du nom du premier ministre britannique, le vicomte de Melbourne.
Bourke est décédé près de Limerick, en Irlande en 1855.